# أوسكار لاغوس
أوسكار لاغوس (بالإسبانية: Óscar Lagos)‏ هو مدرب كرة قدم ولاعب كرة قدم هندوراسي في مركز الوسط، ولد في 17 يونيو 1973 في Villa de San Francisco ‏ في هندوراس. شارك مع منتخب هندوراس لكرة القدم. أما مع النوادي، فقد لعب مع نادي موتاجوا ‏.

## وصلات خارجية
- أوسكار لاغوس على موقع الاتحاد الدولي (مؤرشف)  (الإنجليزية)
- أوسكار لاغوس على موقع قاعدة بيانات كرة القدم.إي يو (الإنجليزية)
- أوسكار لاغوس على موقع ناشيونال فوتبول تيمز (الإنجليزية)
- أوسكار لاغوس على موقع عالم كرة القدم.نت (الإنجليزية)